# Зинченко, Наталья Васильевна
Наталья Васильевна Зинченко (род. 6 мая 1975, Ростов-на-Дону) — российская художница.
Окончила Ростовское художественное училище им. М. Б. Грекова в 1994 году с красным дипломом. В 2001 году окончила Московский государственный академический художественный институт имени В. И. Сурикова, мастерская профессора, действительного члена Российской академии художеств, народного художника России Никонова П. Ф., профессора, действительного члена Российской академии художеств, народного художника России Андронова Н. И. факультет живописи.
Окончила аспирантуру при Московском городском педагогическом университете. В 2008 году получила учёную степень кандидат педагогических наук.
Доцент на кафедре рисунка и графики факультета изобразительных искусств Московского городского педагогического университета. Автор научных статей.
Н. Зинченко работает в жанре фигуративной и абстрактной живописи. Для работ Натальи Зинченко характерны эмоциональность, живость восприятия. Её картины тонко передают настроение, образ, они отличаются цельностью и чётким композиционным построением.
Художница — постоянная участница московских и всероссийских выставок. Награждена почётными дипломами и золотой медалью Российской академии художеств «За успехи в учебе».
С 2002 по 2005 год — Стипендиат Министерства культуры РФ.
Работы художницы находятся в частных и государственных собраниях России (в собрании мэрии Москвы, в Азовской городской думе) . Так же её картины находятся в частных коллекциях в России, Канады, Великобритании, Бельгии, Швеции, Украины.
Член Московского Союза художников (МСХ) секции живописи с 2002 года.
Член международного художественного фонда с 2001 г.
Бенефициар гранта Фонда Вальпараисо (резидентская программа), Испания, октябрь 2008 г.
Лауреатка VI выставки-конкурса имени Виктора Попкова, Диплом II степени в номинации жанровая тема, 2008 г.
Лауреатка XVIII Московской международной выставки-конкурса «Золотая кисть», 2008 г.
Диплом Международной Академии Творчества за вклад в развитие современного изобразительного искусства, 2008 г.
Лауреатка Первого Всероссийского конкурса «От древней Руси к новой России», 2006 г.
Лауреатка III премии МОСХ в номинации живопись, 2006 г.
Лауреатка молодёжной премии «Триумф», 2005 г.
Участница более 60 выставок.

## Семья
Муж Анисимов И. В. — музыкант и шоумен

## Научные работы
Развитие творческой самостоятельности студентов на пленере. Вестник МГОУ. Серия «Методика обучения изобразительному и декоративно-прикладному искусству». — № 1. — 2007. — М.: Изд-во МГОУ. — С. 10-12
Изучение цветовых отношений в живописи на начальных этапах обучения. Актуальные проблемы художественно-педагогического образования. Сб. статей. — Ростов н/Д: Изд-во РГПУ, 2003. Вып. 4. — С. 42-43.
Развитие у студентов способности изображать форму цветом. Актуальные проблемы художественно-педагогического образования. Сб. статей. — Ростов н/Д: Изд-во РГПУ, 2005. Вып. 5. — С. 48-49.
Роль учителя изобразительного искусства в развитии художественной культуры школьников. Художественное образование и эстетическое воспитание: вопросы теории и практики / Исследования и материалы. — Карачаевск: КЧГУ, 2007. — С. 134—137.